# Van Harenskerk
De Van Harenskerk te Sint Annaparochie is een kerkgebouw in de provincie Friesland. De kerk is vernoemd naar zijn bouwmeester, de Nederlandse diplomaat Willen van Haren. Het is tevens de plek waar Rembrandt van Rijn en Saskia van Uylenburgh zijn getrouwd.
De kerk is een rijksmonument. Hij was eigendom van de protestantse gemeente, tot hij op 13 oktober 2012 werd overgedragen aan de Stichting Alde Fryske Tsjerken.

## Geschiedenis
De kerk was in 1683 het eerste voorbeeld van centraalbouw in Friesland. Bouwheer van de kerk was de grietman Willem van Haren (1626-1708). Deze kerk is het derde kerkgebouw op deze plek sinds de inpoldering van het Bildt en het ontstaan van het dorp Sint Annaparochie.

### Eerste kerk
Nadat de inpoldering was afgerond bleef men wonen op het nieuwe land. Er werd een kerk gebouwd van hout en stro. Het bouwwerk was nauwelijks geschikt om vee in te houden. In 1511 werd de wijbisschop van Utrecht gevraagd om de kerk te komen inwijden, maar hij weigerde. De reden was vooral het feit dat het onderhoud van de geestelijkheid die in de kerk moest werken, alsook het onderhoud van het kerkgebouw zelf niet geregeld was. Ook was de gemeente te armlastig om zelfstandig de pastoor te onderhouden. Men klopte vervolgens aan bij keizer Karel V, die het Bildt in zijn bezit had. Die zegde de gewenste hulp toe. De keizer bepaalde dat voor de eerstkomende zes jaar door zijn rentmeesters op het Bildt aan de pastoor 30 Carolusguldens per jaar en voor de koster (schoolmeester) 10 Carolusguldens per jaar betaald zou worden. Bovendien zegde hij ook voor een periode van 6 jaar 50 Carolusguldens per jaar aan de kerk toe voor de noodzakelijke reparaties aan het gebouw. Deze handreiking had voorwaarden: de opdracht aan de stadhouder, de raden en de pastoor was dat zij hun parochianen en andere ingezetenen van het Bildt aan zouden sturen voor hun aandeel in een nieuw gebouw dat van steen met een harde dakbedekking moest zijn.

### Tweede kerk
De tweede kerk is gebouwd tussen 1526 en 1532. Deze was van steen en had vermoedelijk de vorm van een Grieks kruis, in die tijd een veelgebouwd kerkmodel. Bij een kerk van dit ontwerp staat het schip evenwijdig aan de zijbeuk. In deze kerk trouwde Rembrandt van Rijn met Saskia van Uylenburgh op 22 juni 1634. In de kerk lagen vooraanstaande mensen begraven.

### Derde kerk
Het dorp groeide echter gestaag en de dorpskerk werd te klein voor haar leden. De derde kerk op deze plaats werd gebouwd in 1682-1683. De oudste graven zijn ouder dan de huidige kerk en liggen binnen de pilaren ervan. Het is niet ondenkbaar dat de oude kruiskerk de achthoekige vorm heeft bepaald van de nieuwe kerk, waarbij de buitenhoeken van het Griekse kruis met elkaar verbonden zijn. Op de binnenhoeken van het Griekse kruis staan in de huidige kerk vier pilaren. Dit zou kunnen betekenen dat de huidige kerk gedeeltelijk op de fundamenten van de oude kerk staat, mogelijk om de bouwkosten te drukken. Tot op de dag van vandaag is hier echter geen bewijs voor gevonden.
In 1732 woedde een grote brand in het Van Harenslot dat tegenover de Van Harenskerk stond, waarbij de kostbare bibliotheek en belangrijke archiefstukken verloren gingen. Het Van Harenshuis werd herbouwd, maar lang heeft het nieuwe huis niet bestaan, want voor 1800 werd het definitief afgebroken. Men weet daardoor niet wie de architect is geweest van de achthoekige kerk. Wel is bekend dat de kerk is gebouwd voor totaal 17.536 carolusgulden, een groot bedrag voor die tijd, opgebracht door Willem van Haren en een aantal rijke boeren die zich op de nieuwe vruchtbare kleigronden hadden gevestigd. Ook werd een rijkssubsidie vertrekt. Aan de noordzijde van de kerk werd in 1686 een grafkapel geplaatst, waar meerdere leden van de Van Harenfamilie werden begraven. Het fraaie koperen toegangshek was een geschenk van koning Karel XI van Zweden. De kapel werd in de jaren 1901/03 gerestaureerd onder toezicht van Victor de Stuers op kosten van de families Du Tour, Van Sandick, Van Hogendorp en Van Heemstra.

### Verval van de kerk en een lange periode vacant
Met het overlijden van Ds. Wassenberg (1864) werd de gemeente voor tientallenjaren vacant. Dit had grote invloed op gemeente en kerkgebouw. Daarnaast maakte Ferdinand Domela Nieuwenhuis zijn opmars, ook in het noordwesten van Friesland, zo ook op het Bildt. Vacant zijn en de leegloop van de kerk had inmiddels grote invloed op de financiën en onderhoud van het kerkgebouw kwam in het gedrang. Tweespalt in het kerkbestuur volgde. Twee kerkvoogden besloten tot verhuur van het gebouw aan Domela Nieuwenhuis. Het besluit om het kerkgebouw voor deze bijeenkomst beschikbaar te stellen leidde in kerkelijk Nederland tot grote beroering. De Provinciale Classis en de Landelijke Synode bemoeiden zich intensief met de kwestie, met royement van kerkleden, twee Colleges van Kerkvoogden en een langdurige juridische strijd tot gevolg. De ene partij liet de sloten van de kerk vervangen, de tegenpartij besloot tot dichttimmeren van de kerk. Dit leidde tot verder verval van het gebouw. Ramen vielen er uit, regen en wind had toegang tot het interieur en wie de pijpen van het orgel voortbewoog hulde zichzelf in een wolk van stof en het orgel kraakte als of zij een klaaglied jammerde. Edo Johannes Bergsma, burgemeester van de gemeente het Bildt stond voor de moeilijke taak om de kerk per direct te sluiten wegens instortingsgevaar van kerk en toren. Uiteindelijk werden de twee oude kerkvoogden in het ongelijk gesteld en veroordeeld tot betaling van de proceskosten van ƒ 1100. In 1896 werd bij hen de inboedel door de deurwaarder onder bescherming van rijksveldwachters en marechaussee afgevoerd en hun huizen werden geveild.

### Renovatie van kerk en gemeente.
Met de komst van Ds. Eyk van Hesselinga uit Berlikum, verbonden als consulent aan de gemeente in Sint Annaparochie, met medewerking van pastor J. Rijks, werd de gemeente nieuw leven ingeblazen. Subsidies werden verstrekt voor de renovatie van het inmiddels zwaar verwaarloosde gebouw. Ds de Vries deed in 1902 zijn intrede. Er kwam een einde van 38 jaar vacant zijn.

## Inrichting
In de Franse tijd in Nederland zijn alle familiewapens in de kerk blindgekapt. Ook is toen al het eikenhout geverfd, dit zou gebeurd zijn om onder een belasting uit te komen die op eikenhout moest worden betaald.

### Preekstoel
Bij de bouw van de kerk was er geen geld voor een nieuwe preekstoel, zodat die van de oude kerk werd gebruikt. Deze was instabiel en moest met balken gestut worden. In 1700 werd de huidige preekstoel geschonken door een lid van de familie Van Oranje-Nassau, vermoedelijk Maria, de jongste dochter van Frederik Hendrik en Amalia van Solms. De naam van de maker van dit rijk versierde meesterhoutsnijwerk van Duitse afkomst is niet bekend.
De familie Van Haren had nauwe banden met de Oranjes. Dit kwam voort uit de contacten die de vader van Willem van Haren had. Deze Willem van Haren I was stalmeester en executeur aan het Hof van Willem Lodewijk en hofmeester aan het Hof van Ernst Casimir.

### Orgel
Het oorspronkelijke kerkorgel stamde uit 1728, toen het is geschonken door de echtelieden Willem van Haren (1655-1728) (grietman van het Bildt en een neef van de bouwheer van de kerk) en Rixt Poppe-Martijnsdochter van Andrée. De tekst onder het wapenschild luidt Echtelieden hebben dit orghel alhier gesticht en vereerd. Het instrument had oorspronkelijk één manuaal, tien registers en een aangehangen pedaal.
Lange tijd is verondersteld dat de orgelbouwer Michaël Schwartzburg, die het instrument jarenlang heeft onderhouden, de maker was. In de 20e eeuw is ontdekt dat het vervaardigd is door Johan Radeker, meesterknecht van Arp Schnitger en later van Christian Müller. In 1849 bracht de orgelfirma Van Dam een aantal wijzigingen aan. In 1928 heeft de firma Van Dam in opdracht van dominee J.P. Snoep de tractuur omgebouwd van mechanisch naar pneumatisch. Hierbij werden tevens alle pijpen verkocht.
Het vervangende pijpwerk verkeerde na een halve eeuw in slechte staat, zodat in 1981 besloten werd al het binnenwerk te slopen. Vanaf dat moment was het geen pijporgel meer. Alleen de lege orgelkas uit 1728 staat nog in de kerk, in de staat waarin Van Dam die in 1849 had gebracht. Op de windlade achter de frontpijpen werden de luidsprekers van een elektronisch orgel van Heyligers Orgelbouw opgesteld.
Het oorspronkelijke, in 1928 verkochte binnenwerk van Radeker werd door de firma Reil uit Heerde teruggevonden in een orgel in De Krim en is opgeslagen in de verwachting dat het in de orgelkas in de Van Harenskerk kan worden teruggeplaatst.

### Familiebank
Tegenover de preekstoel bevindt zich de familiebank van de familie Van Haren.

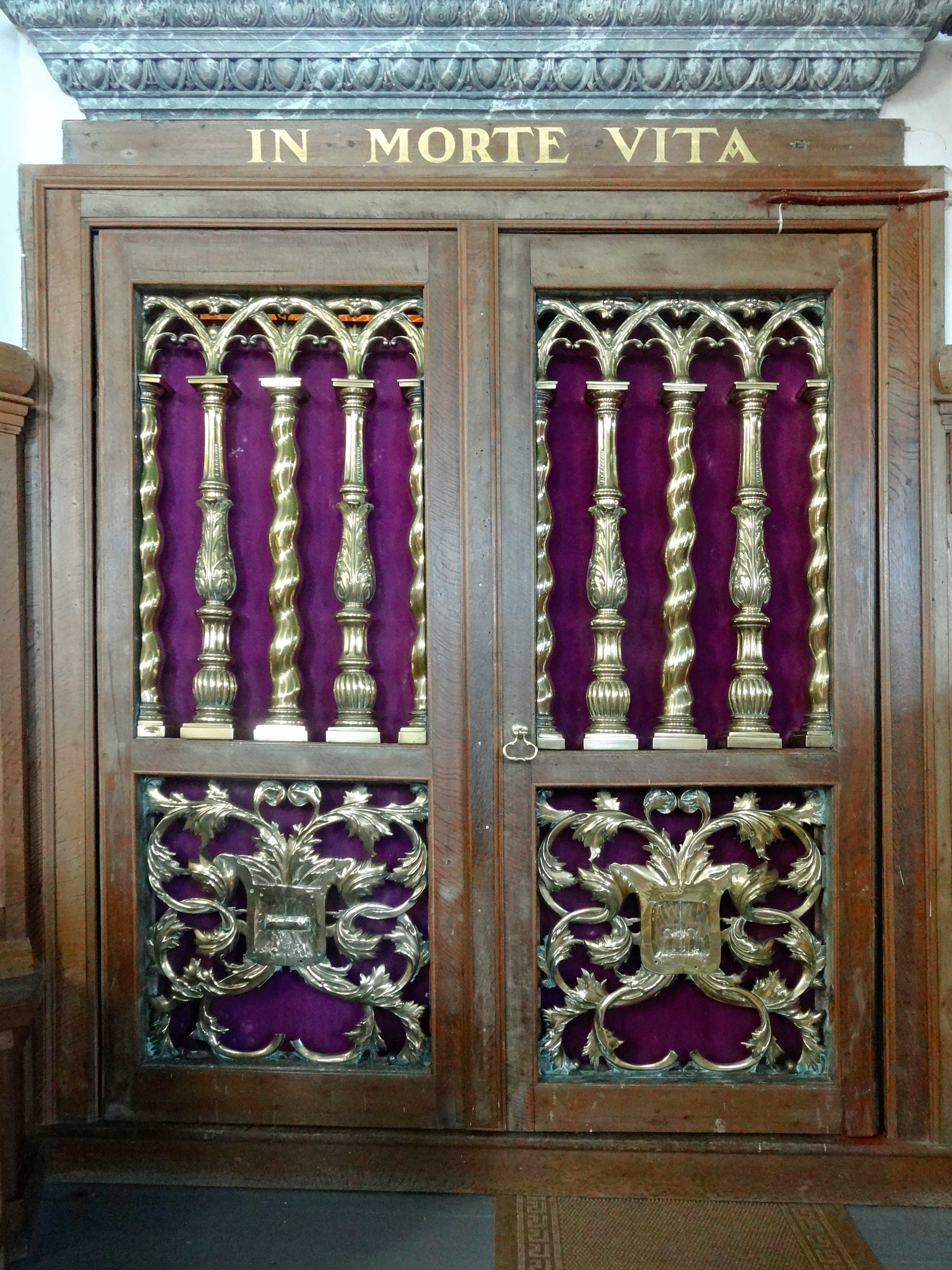
Toegang grafkapel Van Haren
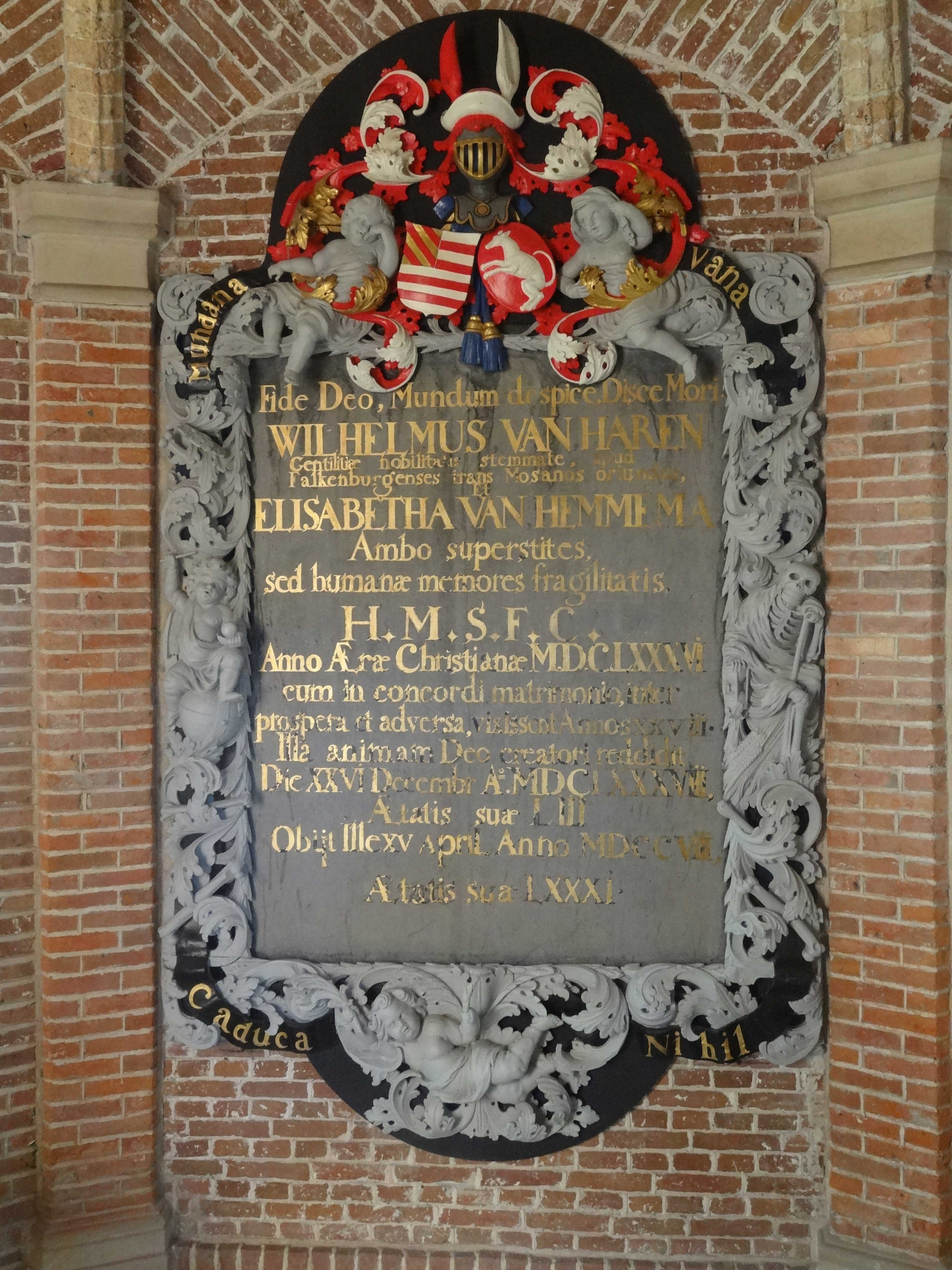
Epitaaf Van Haren
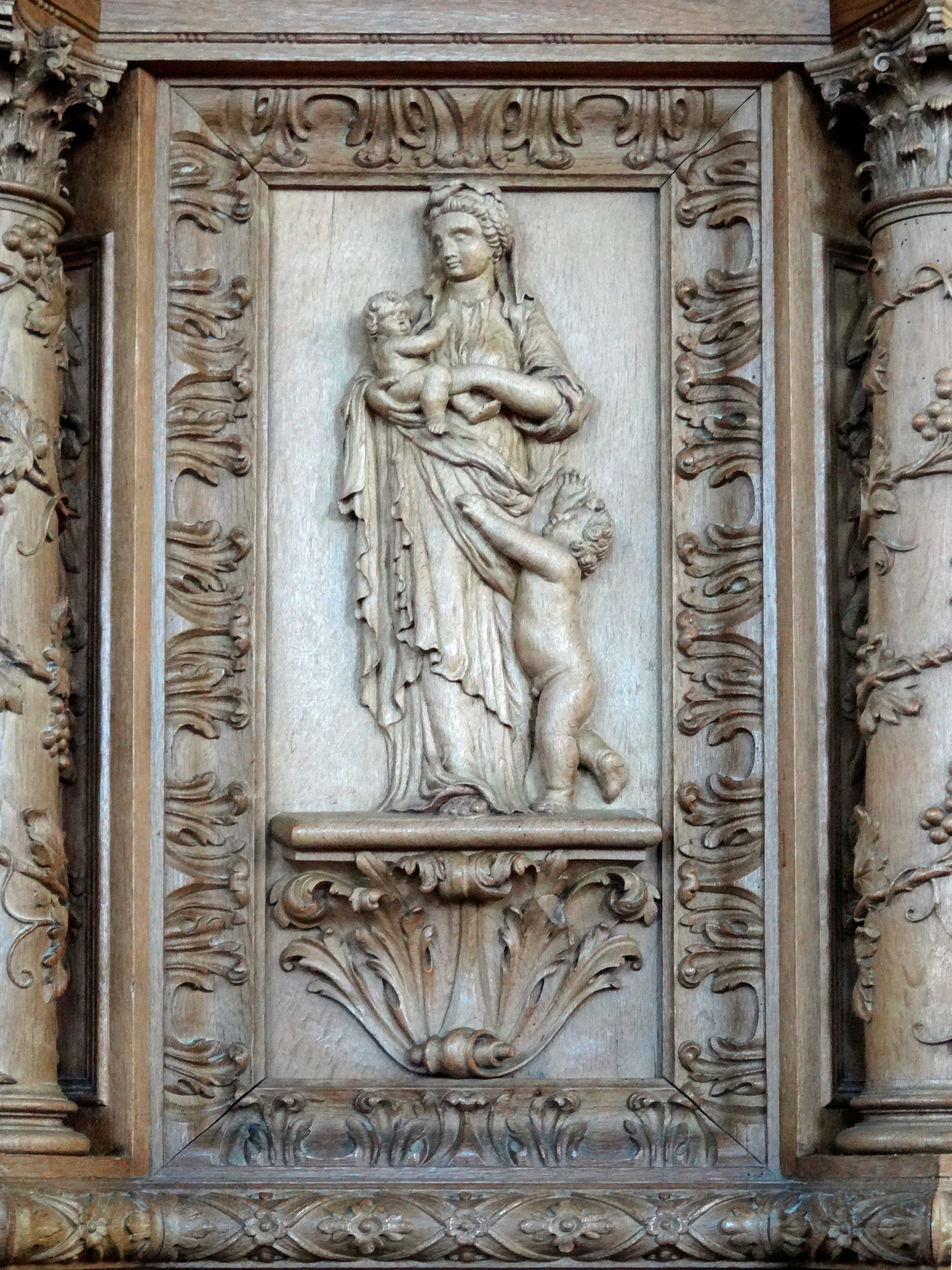
Detail preekstoel (paneel "De liefde")

## Renovatie
In 2016 is het interieur grondig gerenoveerd. De houten vloer is onder anderen vervangen en de oude grafstenen zijn in het zicht gebracht.

## Eigendom
Het kerkgebouw is in 2013 overgedragen aan de Stichting Alde Fryske Tsjerken. Er vinden diverse culturele activiteiten plaats. Ook worden er nog enkele kerkdiensten per jaar gehouden.